# Secodontosaurus
Il secodontosauro (gen. Secodontosaurus) è un tetrapode estinto, appartenente al gruppo dei pelicosauri. I suoi resti sono stati rinvenuti in terreni del Permiano inferiore (circa 290 milioni di anni fa) in Nordamerica. 

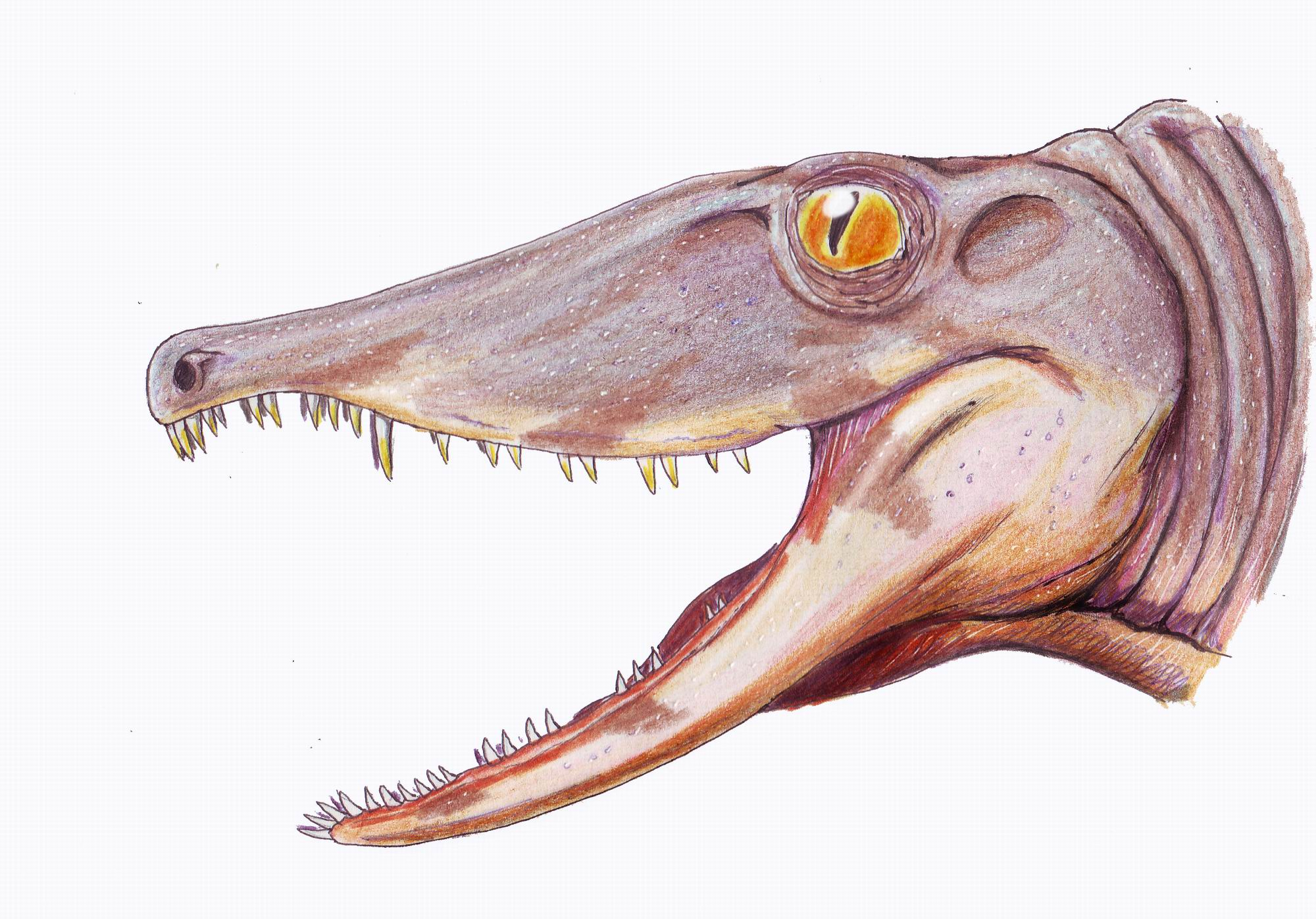
Ricostruzione della testa di Secodontosaurus

## Uno strano cranio
L'aspetto di questo animale richiamava moltissimo quello del suo parente stretto ben più noto, il dimetrodonte. Tuttavia, nonostante entrambi possedessero la caratteristica "vela" dorsale, il secodontosauro differiva dal dimetrodonte per alcune particolarità riguardanti soprattutto il cranio. Al contrario di quella del dimetrodonte, infatti, la testa del secodontosauro era lunga e bassa, e dotata di fauci vagamente simili a quelle dei coccodrilli. Questo adattamento forse si confaceva a una ben determinata strategia di predazione: forse il secodontosauro si nutriva di animali che vivevano in tane, o forse le sue prede erano animali acquatici come i pesci. Sono state rinvenute finora due specie di secodontosauro: Secodontosaurus longiramus e Secodontosaurus obtusidens.